# Фаруло-Капрареча (Авелино)
Фаруло-Капрареча је насеље у Италији у округу Авелино, региону Кампанија.
Према процени из 2011. у насељу је живело 237 становника. Насеље се налази на надморској висини од 794 м.